# صراع العروش (الموسم 2)
بدأ عَرض الموسم الثاني من المسلسل الملحمي صراع العروش على قناة HBO في 1 أبريل 2012 واستمر حتى 3 يونيو من نفس العام، وكالموسم الأول فهذا الموسم عبارة عن عشر حلقات أيضاً، ومعظمه مبنيّ على الرواية الثانية من سلسلة أغنية الجليد والنار التي تحمل عنوان صدام الملوك التي من تأليف جورج آر. آر مارتن.

## ملخص الموسم
يُركز هذا الموسم على الحروب الدائرة بين عائلة (براثيون) و (ستارك) و (لانستر). يعود (تايرون) إلى «كينغ لاندينغ» حاملاً أخباراً لـ (سيرسي) بأنه سيكون هو «ساعد الملك» بغياب والدهم مما يغيظ (سيرسي) ويغضبها كثيراً؛ يكتشف (جوفري) لاحقاً أن له أخوة غير شرعيين فيأمر جنوده بقتل جميع أولاد الزنا، وبعد بحثٍ علموا أن ذاك الفتى هو حدّاد اسمه (غيندري) وقد أخُذ مع مجموعة من الفتيان -هي ذاتها المجموعة التي رحلت (آريا) معهم إلى الجدار الشمالي في «دراغون ستون»، يُعلن (ستانيس براثيون) ولاءه لـ (ميليزاندر) التي تدلهم على آلهة النور ليتمكنوا من استعادة العرش. وفي مكان ما في الشمال وبعد انتصار (روب) في المعارك، يأمر (ثيون) بالذهاب ومحاولة التحالف مع (بالون غريجوي). و (كاتلين) تذهب للتفاوض مع (رينلي براثيون). وعند الجدار الشمالي يذهب الحُراس لما خلف الجدار ليعثروا على منزل (ويلدنغ كراستر) وبناته. وفي القارة الشرقية بعد أن تحركت (دينريس) مع شعبها، شعبها يموت جوعاً وليس لهم مأوى. فتقوم بإرسال الفرسان للبحث عن المساعدة. يصل (ثيون) ويقابل (بالون غريجوي) بعد تسع سنوات من الفُرقة، يُكشف في الحلقة ان (بالون غريجوي) ما هو إلا والد (ثيون) الذي أخذوه آل (ستارك) قبل تسع سنوات وربوه كواحد منهم، ويلتقي أيضاً بأخته (يارا) التي تخوض الحروب وتقوم بأعمال الرجال. (سيرسي) ترفض الشروط التي وضعها (روب ستارك) للصلح. تصل جنود الملك للبحث عن (غيندري) ولكن يتم طردهم، بعدها تكشف (آريا) حقيقتها كونها فتاة لـ (غيندري). وفي شمال الجدار، يقترب (سام) من إحدى بنات (كراستر) والتي تخاف وتخشى على المولود التي لم تضعه بعد، إذ أنه إذا كان ولدا فسيقتله والدها من فوره، فيذهب (سام) لطلب المساعدة من (جون) الذي لم يبدي رغبة في ذلك فهذا مُخالف للقسم الذي أقسموا به. في «دراغون ستون» يتحالف (ستانس) مع القراصنة لتزويده بالمعدات والسفن للحرب، ثم يدخل في علاقة مع (ميليزاندر). أما في قارة «إيسوس»، فيعود أحد الخيول مُحمّلاً برأس الفارس ومصحوباً برسالة من إلى (دينريس) من إحدى أعدائها. تصل (كاتلين ستارك) إلى «كينغ رينلي» للتفاوض معهم ليكونوا حلفاء لابنها في حربهم ضد آل (لانستر). بالعودة إلى «وينترفيل»، فإن أحلام (بران) لا تتوقف، إذ أنه يحلم بغراب ذي ثلاث عيون، ويحلم أيضاً بأنه ذئب ويرى نفسه يصيد ويشعر بطعم الدماء في فمه. وفي الطريق إلى الجدار الشمالي، يُهاجم جنود الملك القافلة ليعثروا على الابن الغير الشرعي لـ (روبرت) وتُؤخذ (آريا) رهينة لديهم بعد معركة عنيفة. أما في «دراغون ستون»، يخون (ثيون) آل (ستارك) وينضم لوالده، ويبدأون بوضع خُطة للهجوم على «وينترفيل». تُحاول (كاتلين) إقناع إخوة (روبرت براثيون) التحالف مع ابنها ضد عائلة (لانستر). بينما جوفري يقوم باستفزاز (سانسا) بسبب انتصارت أخيها في ميادين المعركة. تُؤخذ (آريا) و (غيندري) إلى قلعة «هارنهول» حيث يُحبسون هناك، وأثناء وجودهم هناك يَقدِم (تايوين لانستر) ويكتشف من فوره أن (آريا) فتاة وليس كما يعتقدون. بعد رحلتها المزرية عبر الصحراء، تصل (دينريس) هي وقبيلتها إلى مدينة «كارث» المزدهرة، ويقرر أهلها إدخالهم إليها. أما في «دراغون ستون»، تلد (ميليزاندر) كائناً شبه بالشبح. في قلعة «هانهول»، يأمر (تايوين لانستر) (آريا) لتكون خادمة له، كما تتعرف على رجل يعرض عليها ثلاث خدمات سيقوم بفعلها لأنها كانت قد حررته من سجنه أثناء هجوم جنود الملك عليهم، وافقت على ذلك، وقامت باختيار شخص ليقوم ذلك الرجل بقتله، وهذا ما فعله حقاً. قبل اتفاق (كاتلين) على شروط التحالف، ذلك المخلوق السوداوي الذي ولدته (ميليزاندر) يقوم بمهاجمة (رينلي) وقتله، مما أجبر (كاتلين) و (برين) على الفرار من المخيم، وعندما يصبحوا بالغابة، تقوم (برين) بالقسم بأنها ستكون خادمة مطيعة لـ (كاتلين). أما (ثيون) فإنه يُثبت للجنود أنه ابن «الجزر الحديدية» ويستعد لمهامجة «وينترفيل» أثناء غياب (روب) عنها. يصل (ثيون) لـ«وينترفيل» مُهاجماً، ويقوم بقتل كل من خالف أوامره، ويرفع رايات «الجزر الحديدية» فوق قلعة «وينترفيل». أما (آريا) فتقوم بإخبار ذاك الرجل بقتل رجل آخر، كما أنها تستمع للخطط والأوضاع الدائرة أثناء خدمتها لـ (تايوين). وفي «كينغ لاندينغ»، تُرسل شقيقة (جوفري) بعيداً عن العاصمة، وأثناء عودتهم إلى القلعة تحدث بعضُ أعمال الشغب ويُلقى (جوفري) بالقمامة على وجهه. أما في شمال الجدار، تستمر رحلة الحراس لاستكشاف الأراضي، وهناك يجدون امرأة همجية تُدعى (ياجريت) ويحاول (جون) قتلها ولكنها تهرب فيقوم بملاحقتها. وفي مدينة (كارث)، تُحاول (أم التنانين) شراء سفينة لنقل شعبها إلى «ويستروس»، وعندما تغيب قليلاً عن تنانينها، تعود وقد قُتل جميع جنودها وسُرقت التنانين. وتستمر المناوشات بين (جون) و (ياجريت). تستيقظ (سانسا) لتجد دماً تحتها، فتدرك أنها وصلت لمرحلة البلوغ مما يُمكّنها الآن من الزواج من (جوفري) رسمياً وهو الأمر الذي أخافها بشدة. يُحاول (جيمي) الهروب في معسكر (روب) ولكنه يفشل في ذلك. في «كاث»، يكشف ساحر المدينة لـ (دينريس) بأنه هو من سرق تنانينها، ويخبروها بأن هذه التنانين لن تجلب سوى الدمار للعالم. ويهرب (بران) وأخيه بمُساعدة (هودور) وتلك المرأة الهمجية من «وينترفيل»، ويدعي (ثيون) بأنه قد قتلهم. تقوم (كاتلين ستارك) بإطلاق سراح (جيمي) وتطلب من خادمتها (برين) أخذه إلى «كينغ لاندينغ» لتعطيهم (جيمي) مقابل (سانسا) و (آريا)، يعلم (روب) بهذا ويغضبه هذا الأمر بشدة، كما أنه يتعرف بعد إحدى المعارك على مُمرضة تُدعى (تاليسا) وتتوطد العلاقة بينهماحتى يقوم بمجامعتها في هذه الحلقة. تصل (يارا) إلى «وينترفيل» لإرجاع أخيها الذي جعل الأمور أسوأ من ذي قبل بقتله لأبناء (ستارك). وفي قلعة «هورنهول»، تقوم (آريا) بالطلب من الرجل أن يُدبّر لها طريقةً للهرب هي ورفاقها، فقام بقتل جميع الحُرّاس وطلب منها المغادرة في منتصف الليل وهذا ما فعلته. وما وراء الجدار، تستدرج (ياغريت) (جون) وتصل به إلى القبيلة، حيث يُقبض عليه هناك. وفي مكان ما من هذا العالم، يُكشف في الحلقة أن الإخوة (ستارك) برفقة (هودور) والهمجية ما زالوا أحياء آمنين. وفي «كينغ لاندينغ»، يستعد الجنود لهجوم جيش (ستانس) الذي يريد استعادة العرش، وتدور معركة طاحنة هناك تنتصر فيها عائلة (لانسر) ويعود ستانس خائباً. بعد المعركة، يقوم (جوفري) بتكريم المقاتلين، إذ أنه يُكرّم (اللورد باليش) ويجعل جدّه (تايوين) هو ساعد الملك، كما تتحالف عائلة (تريل) معهم وتقبل (سيرسي) أن يتزوج (جوفري) من (مارغري تريل) بدلاً من (سانسا). وتُعطي (ميليزاندر) أملاً جديداً لـ (ستانيس) بعد أن هُزم في المعركة. كما تقع (برين) في ورطة أثناء سفرها مع (جيمي) إلى «كينغ لاندينغ» ولكنهما يخرجان منها بسهولة. (كاتلين) تحاول إقناع (روب) أن الوقوع بحب (تاليسا) أمر خطير ومنافٍ للشروط التي اتفقو عليها مع (اللورد والدر)، ولكنه لا يستمع لكلامها ويقوم بالزواج من تلك الممرضة. أما في «كارث»، فتجد (دينيريس) تنانينها الثلاثة بعد دخولها في متاهة بسبب الساحر والخروج منها بسلام. تهرب (آريا) ورفاقها بسلام. ويَخرج (بران) ومن معه من مخبأهم ويجدوا بأن كل من في المدينة مقتولون. ووراء الجدار، يقوم (جون) بقتل رفيقه للإثبات للهمج بأنه أصبح تابعاً لهم. وفي آخر مشهد، يظهر الموتى الأحياء سائرون وسط الجليد.

## الإنتاج
طلبت HBO موسم ثاني من المسلسل بعد عرض الحلقة الافتتاحية بيومان وحسب في 19 أبريل 2011. وقد ازادت ميزانية الموسم الثاني عن سابقة بـ15% بسبب كُلفَة تصوير المعارك الطاحنة التي من أهمها معركة المياه الضحلة في الحلقة التاسعة. وقد صُّور الموسم بالكامل خلال 106 أيام.

### طاقم عمل ما خلف الأضواء
ديفيد بينيوف ودانيال وايز هُما الكاتِبَين الرئيسيَينِ في المسلسل، حيثُ أنهما كَتَبا في هذا الموسم سِتّة حلقات من أصلِ عَشَرةَ. أما الأربعة البقيّة فقد كَتبها كُلّ من بريان كوغمان وفانيسا تايلور وجورج مارتن. وقد قام آلان تايلور بإخراج أربع حلقات، وديفيد بتراركا وديفيد نتر كُلَّ واحدٍ منهما أخرج حَلَقتين، أما الحلقتين الباقيتين فإن أليك ساخاروف ونيل مارشال أخرج كُلّ واحدٍ منهما حلقة.

### مواقع التصوير

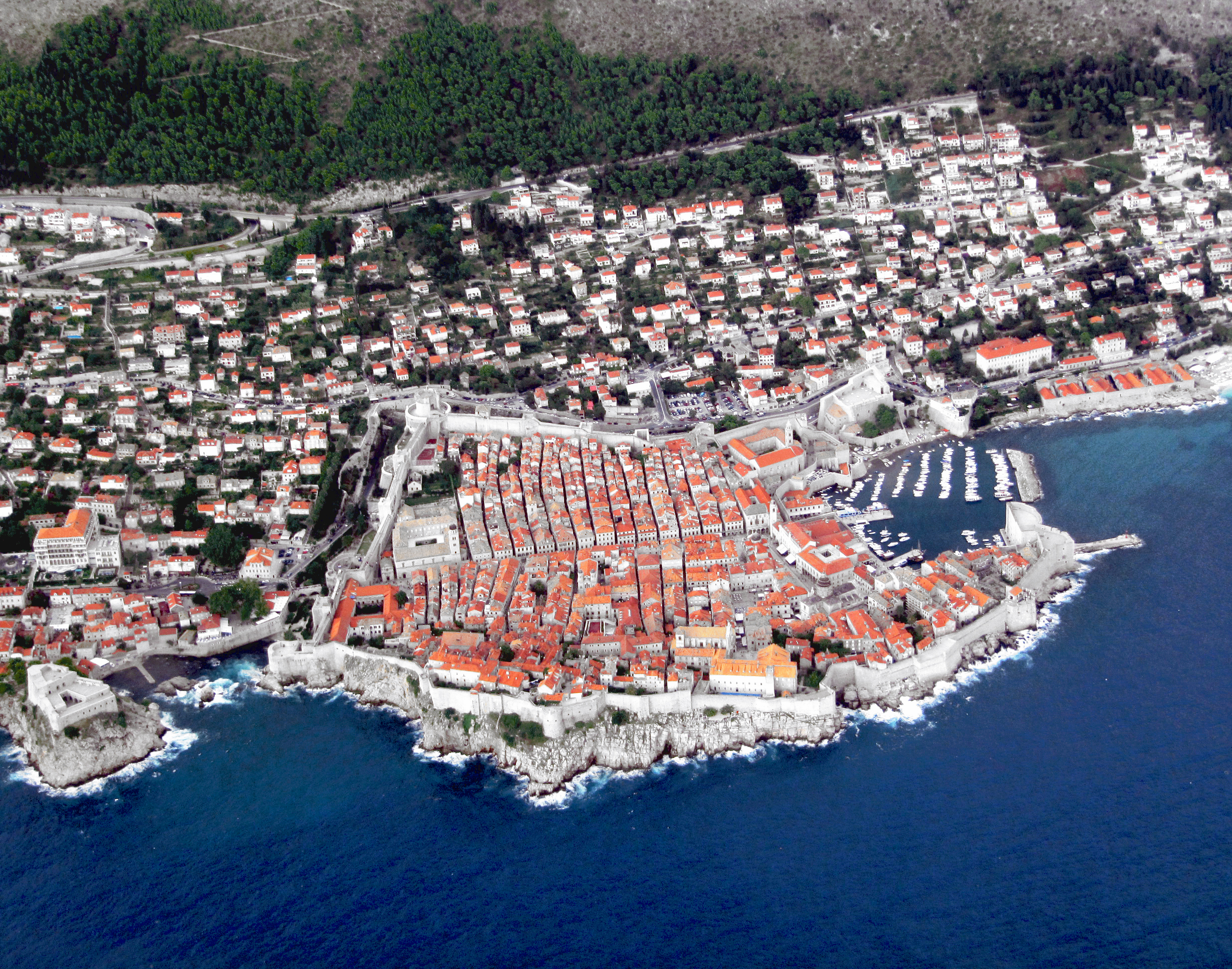
صورة علويّة لمدينة دوبروفنيك حيثُ صُوّرَت مَشاهد كينغ لاندينغ فيها.

صُوِرَت مَشاهدُ كينغ لاندينغ في مدينة دوبروفنيك في كرواتيا بدلاً من مدينة المدينة المالطيّة حيثُ صوِّرَت في الموسم الأوّل. أمّا مشاهد الجدار الشمالي وما وراءه أُخِذَت على جبل فاتناجوكول الجليديّ في آيسلندا. أمّا بقيّة المواقع فهيَ نَفسَها مواقع الموسم الأول.

### الترويج
صَدَرت العديدُ من العروض الدعائيّة للموسم الثاني، ابتداءً من 11 ديسمبر 2011، أمّا الثاني صَدَرَ في 29 يناير 2012 وقد حقّق 3.5 مليون مُشاهدَة خلال الأيام الثلاثة الأولى من إطلاقه. كما نَشَرت HBO العديد من الصور والملصقات التشويقيّة قبل بثّ الموسم.

## طاقم العمل

### شخصيات رئيسية

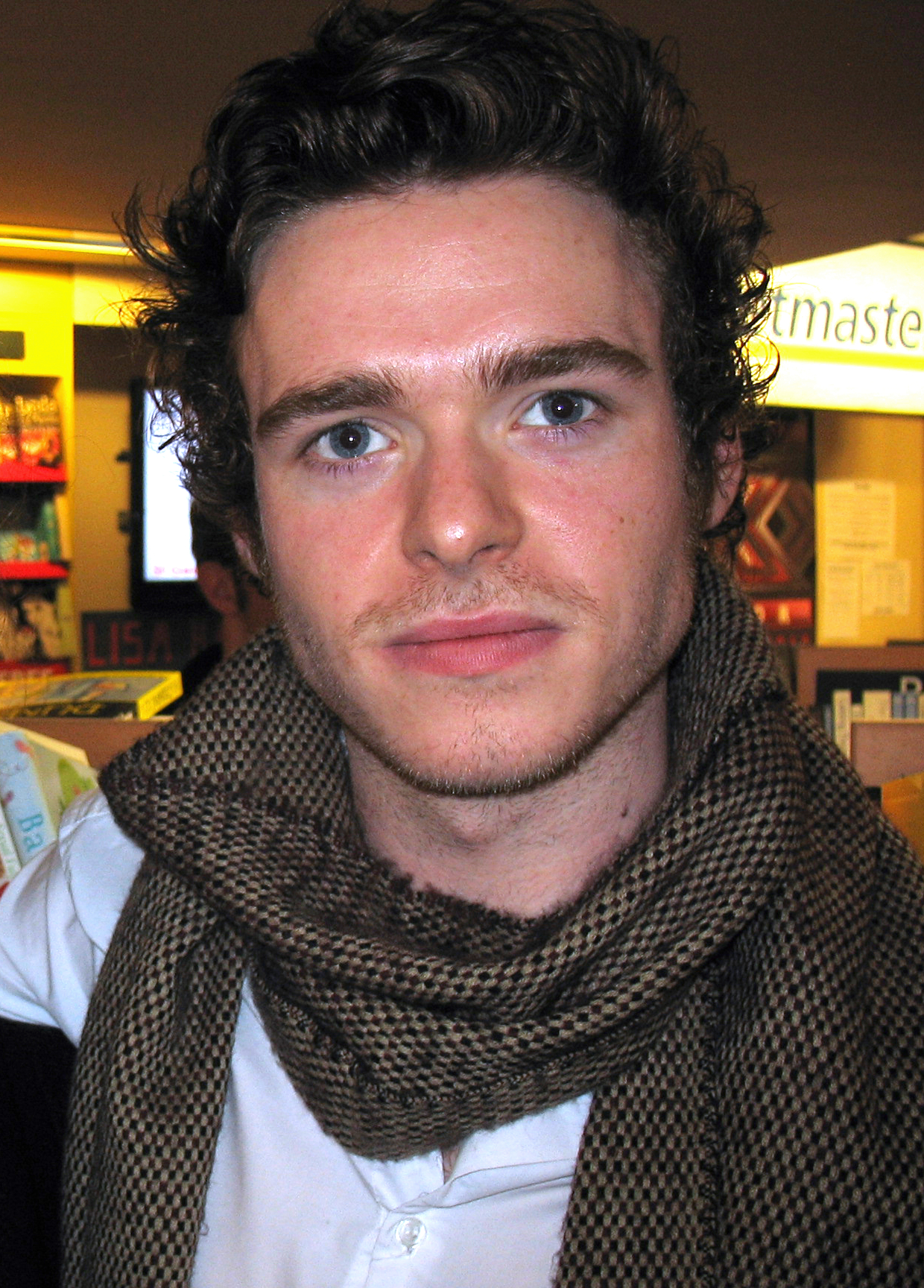
ريتشارد مادن
(روب ستارك)

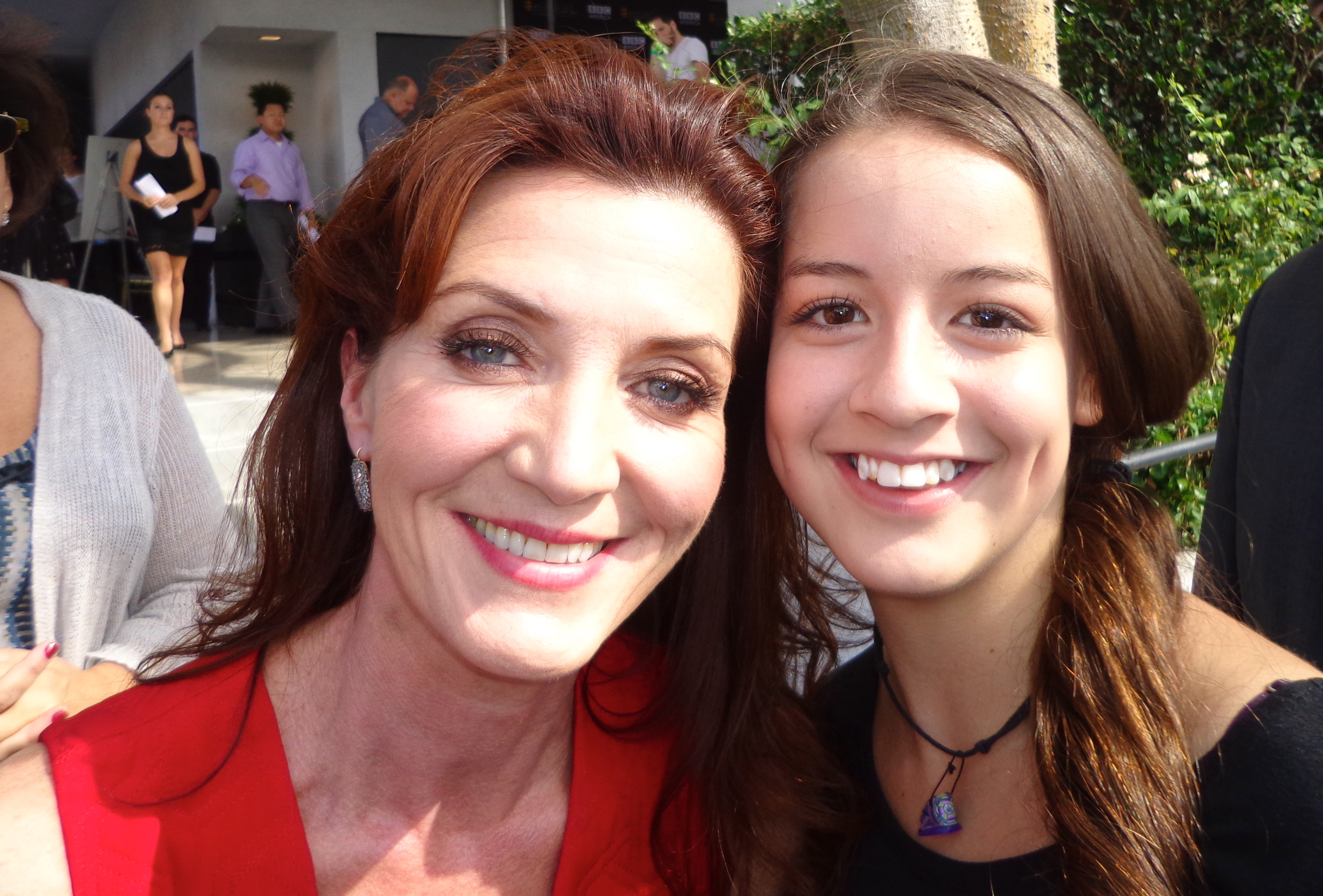
ميشيل فيرلي
(كاتلين ستارك)

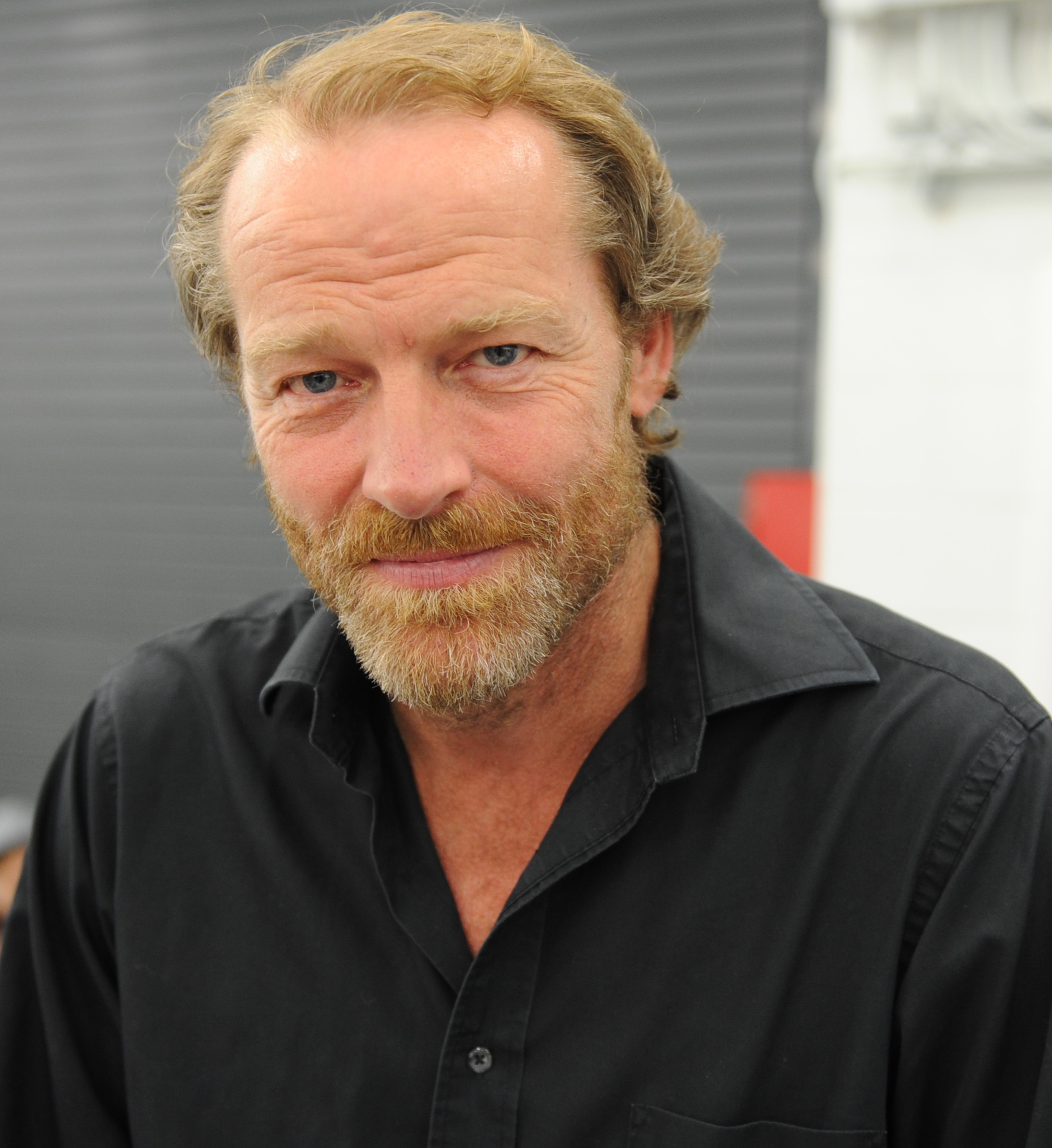
إيان غلين
(جوراه مورمنت)

- بيتر دنكليج بدور تايرون لانستر (10 حلقات).
- لينا هيدي بدور الملكة سيرسي لانستر (9 حلقات).
- نيكولاي والداو بدور جيمي لانستر (4 حلقات).
- ميشيل فيرلي بدور السيدة كاتلين ستارك (8 حلقات).
- إميليا كلارك بدور الأميرة دينريس تارغاريان (8 حلقات).
- إيدن غلين بدور لورد باليش/ ليتل فينغر/ الخنصر (7 حلقات).
- إيان غلين بدور جوراه مورمنت (7 حلقات).
- كيت هارينغتون بدور جون سنو (8 حلقات).
- تشارلز دانس بدور تايوين لانستر (7 حلقات).
- ليام كانغهام بدور دافوس سيروس (6 حلقات).
- ايزاك هيمبستيد رايت بدور بران ستارك (7 حلقات).
- ريتشارد مادن بدور روب ستارك (6 حلقات).
- صوفي تارنر بدور سانسا ستارك (7 حلقات).
- مايسي ويليامز بدور أريا ستارك (9 حلقات).
- ألفي آلن بدور ثيون جريجوي (8 حلقات).
- جون برادلي بدور سام تارلي (6 حلقات).
- جاك غليسون بدور جوفري براثيون (6 حلقات).
- روري ماكان بدور «الكلب» ساندور كليغان (5 حلقات).
- ستيفن ديلان بدور ستانس براثيون (7 حلقات).
- كارس فان هوتين بدور ميليساندر (4 حلقات).
- ناتالي دورمر بدور مارجري تايريل (4 حلقات).
- جيروم فلين بدور برون (7 حلقات).
- كونليث هيل بدور اللورد فاريس (6 حلقات).
- سيبل كيكلي بدور شاي (8 حلقات).

## الحلقات
| ر. الإجمالي | ر. في الموسم | العنوان                   | المخرج        | الكاتب                      | تاريخ العرض الأصلي | عدد المشاهدات (بالمليون) |
| --- | ------------ | ------------------------- | ------------- | --------------------------- | ------------------ | ------------------------ |
| 11 | 1            | «الشمال يتذكر»            | آلان تايلور   | ديفيد بينيوف، ودي. بي. وايس | 1 أبريل 2012       | 3.86                     |
| يعود (تيريون) إلى "كينغ لاندينغ" حاملاً أخباراً لـ(سيرسي) بأنه سيكون هو "ساعد الملك" بغياب والدهم مما يغيظ (سيرسي) ويغضبها كثيراً؛ يكتشف (جوفري) لاحقاً أن له أخوة غير شرعيين فيأمر جنوده بقتل جميع أولاد الزنا، وبعد بحثٍ علموا أن ذاك الفتى هو حدّاد اسمه (غيندري) وقد أخُذ مع مجموعة من الفتيان -هي ذاتها المجموعة التي رحلت (آريا) معهم- إلى الجدار الشمالي. في "دراغون ستون"، يُعلن (ستانيس براثيون) ولاءه لـ(ميليزاندر) التي تدلهم على آلهة النور ليتمكنوا من استعادة العرش. وفي مكان ما في الشمال وبعد انتصار (روب) في المعارك، يأمر (ثيون) بالذهاب ومحاولة التحالف مع (بالون غريجوي) و(كاتلين) تذهب للتفاوض مع (رينلي براثيون). وعند الجدار الشمالي، يذهب الحُراس لما خلف الجدار ليعثروا على منزل (ويلدنغ كراستر) وبناته. وفي القارة الشرقية، بعد أن تحركت (دينريس) مع شعبها، شعبها يموت جوعاً وليس لهم مأوى، فتقوم بإرسال الفرسان للبحث عن المساعدة.              |              |                           |               |                             |                    |                          |
| 12 | 2            | «أراضي الليل»             | آلان تايلور   | ديفيد بينيوف، ودي. بي. وايس | 8 أبريل 2012       | 3.76                     |
| يصل (ثيون) ويقابل (بالون غريجوي) بعد تسع سنوات من الفُرقة، يُكشف في الحلقة ان (بالون غريجوي) ما هو إلا والد (ثيون) الذي أخذوه آل (ستارك) قبل تسع سنوات وربوه كواحد منهم، ويلتقي أيضاً بأخته (يارا) المُسترجلة التي تخوض الحروب وتقوم بأعمال الرجال. (سيرسي) ترفض الشروط التي وضعها (روب) للصلح. تصل جنود الملك للبحث عن (غيندري) ولكن يتم طردهم، بعدها تكشف (آريا) حقيقتها كونها فتاة لـ(غيندري). وفي شمال الجدار، يقترب (سام) من إحدى بنات (كراستر) والتي تخشها على المولود التي لم تضعه بعد، إذ أنه إذا كان فتاً فسيقتله والدها من فوره، فيذهب (سام) لطلب المساعدة من (جون) الذي لم يبدي رغبة في ذلك فهذا مُخالف للقسم الذي أقسموا به. في "دراغون ستون" يتحالف (ستانس) مع القراصنة لتزويده بالمعدات والسفن للحرب، ثم يدخل في علاقة مع (ميليزاندر). أما في قارة "إيسوس"، فيعود أحد الخيول مُحمّلاً برأس الفارس ومصحوباً برسالة من إلى (دينريس) من إحدى أعدائها.           |              |                           |               |                             |                    |                          |
| 13 | 3            | «الذي مات ربما لم يمت»    | أليك ساخاروف  | براين كوغمان                | 15 أبريل 2012      | 3.77                     |
| تصل (كاتلين ستارك) إلى "كينغ رينلي" للتفاوض معهم ليكونوا حلفاء لابنها في حربهم ضد آل (لانستر). بالعودة إلى "وينترفيل"، فإن أحلام (بران) لا تتوقف، إذ أنه يحلم بغراب ذي ثلاث عيون، ويحلم أيضاً بأنه ذئب ويرى نفسه يصيد ويشعر بطعم الدماء في فمه. وفي الطريق إلى الجدار الشمالي، يُهاجم جنود الملك القافلة ليعثروا على الابن الغير الشرعي لـ(روبرت) وتُؤخذ (آريا) رهينة لديهم بعد معركة عنيفة. أما في "دراغون ستون"، يخون (ثيون) آل (ستارك) وينضم لوالده، ويبدأون بوضع خُطة للهجوم على "وينترفيل". |              |                           |               |                             |                    |                          |
| 14 | 4            | «حديقة العظام»            | ديفيد بتراركا | فانسيا تايلور               | 22 أبريل 2012      | 3.65                     |
| تُحاول (كاتلين) إقناع إخوة (روبرت براثيون) التحالف مع ابنها ضد عائلة (لانستر). بينما جوفري يقوم باستفزاز (سانسا) بسبب انتصارت أخيها في ميادين المعركة. تُؤخذ (آريا) و(غيندري) إلى قلعة "هارنهول" حيث يُحبسون هناك، وأثناء وجودهم هناك يَقدِم (تايوين لانستر) ويكتشف من فوره أن (آريا) فتاة وليس كما يعتقدون. بعد رحلتها المزرية عبر الصحراء، تصل (دينريس) هي وقبيلتها إلى مدينة "كارث" المزدهرة، ويقرر أهلها إدخالهم إليها. أما في "دراغون ستون"، تلد (ميليزاندر) كائناً شبه بالشبح. |              |                           |               |                             |                    |                          |
| 15 | 5            | «شبح هارنهول»             | ديفيد بتراركا | ديفيد بينيوف، ودي. بي. وايس | 29 أبريل 2012      | 3.90                     |
| في قلعة "هانهول"، يأمر (تايوين لانستر) (آريا) لتكون خادمة له، كما تتعرف على رجل يعرض عليها ثلاث خدمات سيقوم بفعلها لأنها كانت قد حررته من سجنه أثناء هجوم جنود الملك عليهم، وافقت على ذلك، وقامت باختيار شخص ليقوم ذلك الرجل بقتله، وهذا ما فعله حقاً. قبل اتفاق (كاتلين) على شروط التحالف، ذلك المخلوق السوداوي الذي ولدته (ميليزاندر) يقوم بمهاجمة (رينلي) وقتله، مما أجبر (كاتلين) و(برين) على الفرار من المخيم، وعندما يصبحوا بالغابة، تقوم (برين) بالقسم بأنها ستكون خادمة مطيعة لـ(كاتلين). أما (ثيون) فإنه يُثبت للجنود أنه ابن "الجزر الحديدية" ويستعد لمهامجة "وينترفيل" أثناء غياب (روب) عنها. |              |                           |               |                             |                    |                          |
| 16 | 6            | «الآلهة القديمة والجديدة» | ديفيد نتر     | فانيسا تايلور               | 6 مايو 2012        | 3.88                     |
| يصل (ثيون) لـ"وينترفيل" مُهاجماً، ويقوم بقتل كل من خالف أوامره، ويرفع رايات "الجزر الحديدية" فوق قلعة "وينترفيل". أما (آريا) فتقوم بإخبار ذاك الرجل بقتل رجل آخر، كما أنها تستمع للخطط والأوضاع الدائرة أثناء خدمتها لـ(تايوين). وفي "كينغ لاندينغ"، تُرسل شقيقة (جوفري) بعيداً عن العاصمة، وأثناء عودتهم إلى القلعة تحدث بعضُ أعمال الشغب ويُلقى (جوفري) بالقمامة على وجهه. أما في شمال الجدار، تستمر رحلة الحراس لاستكشاف الأراضي، وهناك يجدون امرأة همجية تُدعى (ياجريت) ويحاول (جون) قتلها ولكنها تهرب فيقوم بملاحقتها. وفي مدينة (كارث)، تُحاول (أم التنانين) شراء سفينة لنقل شعبها إلى "ويستروس"، وعندما تغيب قليلاً عن تنانينها، تعود وقد قُتل جميع جنودها وسُرقت التنانين. |              |                           |               |                             |                    |                          |
| 17 | 7            | «رجل بلا شرف»             | ديفيد نتر     | ديفيد بينيوف، ودي. بي. وايس | 13 مايو 2012       | 3.69                     |
| وتستمر المناوشات بين (جون) و(ياجريت). تستيقظ (سانسا) لتجد دماً تحتها، فتدرك أنها وصلت لمرحلة البلوغ مما يُمكّنها الآن من الزواج من (جوفري) رسمياً وهو الأمر الذي أخافها بشدة. يُحاول (جايمي) الهروب في معسكر (روب) ولكنه يفشل في ذلك. في "كاث"، يكشف ساحر المدينة لـ(دينريس) بأنه هو من سرق تنانينها، ويخبروها بأن هذه التنانين لن تجلب سوى الدمار للعالم. ويهرب (بران) وأخيه بمُساعدة (هودور) وتلك المرأة الهمجية من "وينترفيل"، ويدعي (ثيون) بأنه قد قتلهم. |              |                           |               |                             |                    |                          |
| 18 | 8            | «أمير وينترفيل»           | آلان تايلور   | ديفيد بينيوف، ودي. بي. وايس | 20 مايو 2012       | 3.86                     |
| تقوم (كاتلين ستارك) بإطلاق سراح (جايمي) وتطلب من خادمتها (برين) أخذه إلى "كينغ لاندينغ" لتعطيهم (جايمي) مقابل (سانسا) و(آريا)، يعلم (روب) بهذا ويغضبه هذا الأمر بشدة، كما أنه يتعرف بعد إحدى المعارك على مُمرضة تُدعى (تاليسا) وتتوطد العلاقة بينهماحتى يقوم بمجامعتها في هذه الحلقة. تصل (يارا) إلى "وينترفيل" لإرجاع أخيها الذي جعل الأمور أسوأ من ذي قبل بقتله لأبناء (ستارك). وفي قلعة "هورنهول"، تقوم (آريا) بالطلب من الرجل أن يُدبّر لها طريقةً للهرب هي ورفاقها، فقام بقتل جميع الحُرّاس وطلب منها المغادرة في منتصف الليل وهذا ما فعلته. وفي "كينغ لاندينغ"، يستعد الجنود لهجوم جيش (ستانس) الذي يريد استعادة العرش. وما وراء الجدار، تستدرج (ياغريت) (جون) وتصل به إلى القبيلة، حيث يُقبض عليه هناك. وفي مكان ما من هذا العالم، يُكشف في الحلقة أن الإخوة (ستارك) برفقة (هودور) والهمجية ما زالوا أحياء آمنين.                                                  |              |                           |               |                             |                    |                          |
| 19 | 9            | «بلاك ووتر»               | نيل مارشال    | جورج ر. ر. مارتن            | 27 مايو 2012       | 3.38                     |
| تُركز هذه الحلقة بشكل أساسي على المعركة الدائرة بين آل (لانستر) و(ستانيس براثيون) والتي تنتهي بانتصار آل (لانستر). |              |                           |               |                             |                    |                          |
| 20 | 10           | «فالار مورغوليس»          | آلان تايلور   | ديفيد بينيوف، ودي. بي. وايس | 3 يونيو 2012       | 4.20                     |
| بعد المعركة، يقوم (جوفري) بتكريم المقاتلين، إذ أنه يُكرّم (اللورد باليش) ويجعل جدّه (تايوين) هو ساعد الملك، كما تتحالف عائلة (تريل) معهم وتقبل (سيرسي) أن يتزوج (جوفري) من (مارغري تريل) بدلاً من (سانسا). وتُعطي (ميليزاندر) أملاً جديداً لـ(ستانيس) بعد أن هُزم في المعركة. كما تقع (برين) في ورطة أثناء سفرها مع (جايمي) إلى "كينغ لاندينغ" ولكنهما يخرجان منها بسهولة. (كاتلين) تحاول إقناع (روب) أن الوقوع بحب (تاليسا) أمر خطير ومنافٍ للشروط التي اتفقو عليها مع (اللورد والدر)، ولكنه لا يستمع لكلامها ويقوم بالزواج من تلك الممرضة. أما في "كارث"، فتجد (دينريس) تنانينها الثلاثة بعد دخولها في متاهة بسبب الساحر والخروج منها بسلام. تهرب (آريا) ورفاقها بسلام. ويَخرج (بران) ومن معه من مخبأهم ويجدوا بأن كل من في المدينة مقتولون. ووراء الجدار، يقوم (جون) بقتل رفيقه للإثبات للهمج بأنه أصبح تابعاً لهم. وفي آخر مشهد، يظهر الموتى الأحياء سائرون وسط الجليد, |              |                           |               |                             |                    |                          |

## الاستقبال الجماهيري

### استقبال النُقّاد
حَظيَ المسلسل بموسمه الثاني إشادة من النُقّاد ومن مهووسي المسلسل، ففي موقع ميتاكريتيك أعُطيَ درجة 88 من 100 وهي أعلا من درجة تقييم الموسم الأوّل.

### نِسَب المُشاهدة
| الموسم | الموسم | رقم الحلقة | رقم الحلقة | رقم الحلقة | رقم الحلقة | رقم الحلقة | رقم الحلقة | رقم الحلقة | رقم الحلقة | رقم الحلقة | رقم الحلقة | المتوسط |
| الموسم | الموسم | 1          | 2          | 3          | 4          | 5          | 6          | 7          | 8          | 9          | 10         | المتوسط |
| ------ | ------ | ---------- | ---------- | ---------- | ---------- | ---------- | ---------- | ---------- | ---------- | ---------- | ---------- | ------- |
|        | 1      | 2.22       | 2.20       | 2.44       | 2.45       | 2.58       | 2.44       | 2.40       | 2.72       | 2.66       | 3.04       | 2.52    |
|        | 2      | 3.86       | 3.76       | 3.77       | 3.65       | 3.90       | 3.88       | 3.69       | 3.86       | 3.38       | 4.20       | 3.80    |
|        | 3      | 4.37       | 4.27       | 4.72       | 4.87       | 5.35       | 5.50       | 4.84       | 5.13       | 5.22       | 5.39       | 4.97    |
|        | 4      | 6.64       | 6.31       | 6.59       | 6.95       | 7.16       | 6.40       | 7.20       | 7.17       | 6.95       | 7.09       | 6.84    |
|        | 5      | 8.00       | 6.81       | 6.71       | 6.82       | 6.56       | 6.24       | 5.40       | 7.01       | 7.14       | 8.11       | 6.88    |
|        | 6      | 7.94       | 7.29       | 7.28       | 7.82       | 7.89       | 6.71       | 7.80       | 7.60       | 7.66       | 8.89       | 7.69    |
|        | 7      | 10.11      | 9.27       | 9.25       | 10.17      | 10.72      | 10.24      | 12.07      | غ/م        | غ/م        | غ/م        | 10.26   |
|        | 8      | 11.76      | 10.29      | 12.02      | 11.80      | 12.48      | 13.61      | غ/م        | غ/م        | غ/م        | غ/م        | 11.99   |

### الجوائز والترشيحات
رُشّح هذا الموسم لـ11 جائزة إيمي برايم تايم نال منها 6 جوائز، وهي: أفضل أزياء، أفضل مشهد طويل بكاميرا واحدة، أفضل ماكياج، أفضل تعديلات الصوت، أفضل مؤثرات صوتية لمسلسل درامي أو كوميدي، أفضل المؤثرات البصرية.

## إصدار أقراص الـDVD والـBlu-ray
صدرت أقراص DVD وBlu-ray في 19 فبراير 2013 في أميركا الشمالية. ويحتوي قرص DVD على 30 دقيقة إضافيّة عبارة عن تغطية عن إنتاج حلقة معركة «بلاك ووتر» ومقابلة مع الممثلين وتعريف بالشخصيّات، ومُناقشة صوتيّة حول الأديان المتعددة في ويسترس.

## الموسيقى
ألّف رامين جوادي موسيقى الموسم الثاني مُجدّداً، وصّدّرّ ألبوم الموسيقى في يونيو 2012. واحتوى على الموسيقى التصويرية بالإضافة إلى أغنية «أمطار كاستمير» التي غُنّيتْ في المسلسل.

## روابط خارجية
- صراع العروش، الموسم 2 على موقع ميتاكريتيك (الإنجليزية)
- صراع العروش، الموسم 2 على موقع روتن توميتوز (الإنجليزية)